# Kijima Yu
Kijima Yu (木島 悠 Kijima Yu, sinh ngày 18 tháng 5 năm 1986) là một cầu thủ bóng đá người Nhật Bản thi đấu cho Verspah Oita.

## Thống kê câu lạc bộ
Cập nhật đến ngày 20 tháng 2 năm 2017.
| Thành tích câu lạc bộ | Thành tích câu lạc bộ | Thành tích câu lạc bộ | Giải vô địch | Giải vô địch | Cúp                   | Cúp                   | Cúp Liên đoàn | Cúp Liên đoàn | Tổng cộng | Tổng cộng |
| Mùa giải              | Câu lạc bộ            | Giải vô địch          | Số trận      | Bàn thắng    | Số trận               | Bàn thắng             | Số trận       | Bàn thắng     | Số trận   | Bàn thắng |
| Nhật Bản              | Nhật Bản              | Nhật Bản              | Giải vô địch | Giải vô địch | Cúp Hoàng đế Nhật Bản | Cúp Hoàng đế Nhật Bản | J.League Cup  | J.League Cup  | Tổng cộng | Tổng cộng |
| --------------------- | --------------------- | --------------------- | ------------ | ------------ | --------------------- | --------------------- | ------------- | ------------- | --------- | --------- |
| 2009                  | Shimizu S-Pulse       | J1 League             | 0            | 0            | 1                     | 0                     | 1             | 0             | 2         | 0         |
| 2010                  | Shimizu S-Pulse       | J1 League             | 0            | 0            | 2                     | 0                     | 1             | 0             | 3         | 0         |
| 2011                  | Shimizu S-Pulse       | J1 League             | 0            | 0            | 0                     | 0                     | 0             | 0             | 0         | 0         |
| 2012                  | Oita Trinita          | J2 League             | 28           | 4            | 1                     | 0                     | –             | –             | 29        | 4         |
| 2013                  | Oita Trinita          | J1 League             | 11           | 1            | 1                     | 0                     | 3             | 1             | 15        | 2         |
| 2014                  | Oita Trinita          | J2 League             | 13           | 1            | 0                     | 0                     | –             | –             | 13        | 1         |
| 2015                  | Verspah Oita          | JFL                   | 30           | 13           | 2                     | 2                     | –             | –             | 32        | 15        |
| 2016                  | Verspah Oita          | JFL                   | 14           | 1            | –                     | –                     | –             | –             | 14        | 1         |
| Tổng                  | Tổng                  | Tổng                  | 96           | 18           | 7                     | 2                     | 5             | 1             | 108       | 21        |